# Pfarrkirche Weinzierl am Walde

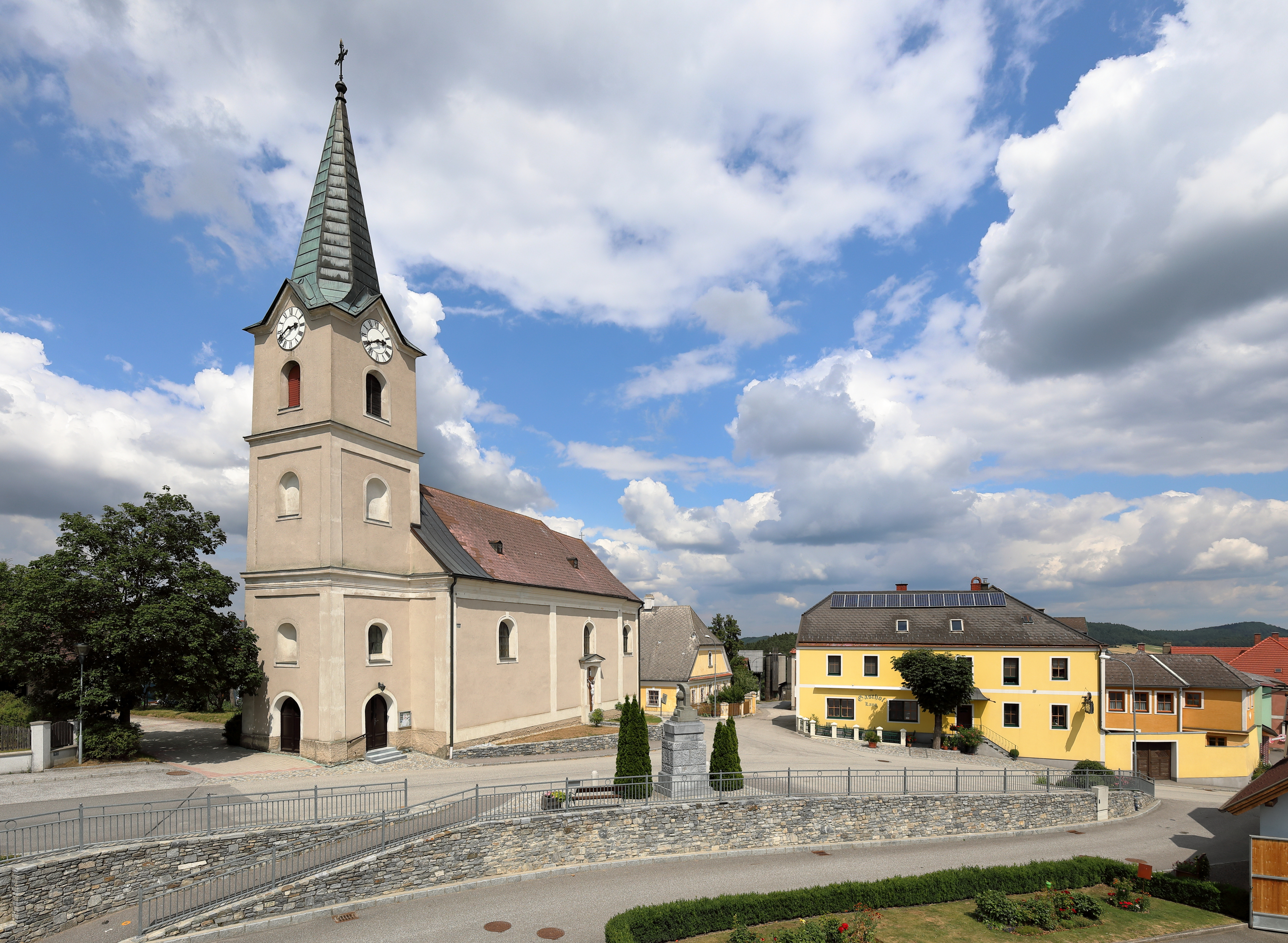
Katholische Pfarrkirche hl. Josef in Weinzierl am Walde

Die Pfarrkirche Weinzierl am Walde steht erhöht im Norden des Ortes in der Gemeinde Weinzierl am Walde im Bezirk Krems-Land in Niederösterreich. Die dem Patrozinium hl. Josef von Nazaret unterstellte römisch-katholische Pfarrkirche – dem Stift Wilhering inkorporiert – gehört zum Dekanat Spitz in der Diözese St. Pölten. Die Kirche steht unter Denkmalschutz (Listeneintrag).

## Geschichte
Nach der Gründung der Pfarre im Jahr 1787 wurde 1788 die Pfarrkirche errichtet. Erst 1866 wurde der Turm errichtet.

## Architektur
Der schlichte josephinische Saalbau mit einem eingezogenen segmentbogig geschlossenen Chor hat einen dreigeschoßigen vorgestellten Westturm. In einer Nische steht ein Kruzifix aus dem späten 18. Jahrhundert.
Das Kircheninnere zeigt ein Langhaus, einen segmentbogigen Triumphbogen, und einen Chor, beide mit Flachdecken auf einer Pilaster- und Gebälkgliederung. Im Chor gibt es eine Malerei mit Scheinarchitektur – im Chorjoch mit einer Scheinkuppel–  mit gemalten Statuen.

## Ausstattung
Der Sarkophag-Altar mit einem Säulenretabel und gesprengten Segmentbogengiebeln entstand in der zweiten Hälfte des 17. Jahrhunderts (!), die Säulen und seitliche Rahmung hat spätmanieristische Beschlagwerkformen, Puttenköpfe, eine seitliche Volutenrahmung, er trägt im Aufsatz die Figurengruppe Dreifaltigkeit. Das Altarbild Auferweckung des Lazarus entstand im Anfang des 18. Jahrhunderts. Der barocke Tabernakel und die Predella zeigen Rocailleornamentik.
Die Kanzel mit Blattwerkdekor ist aus dem späten 18. Jahrhundert.
Die Orgel wurde 1886 von Josef Breinbauer aus Ottensheim erbaut und besitzt sechs Register:
| Manual     |    |
| Copel      | 8′ |
| Gamba      | 8′ |
| Principal  | 4′ |
| Mixtur III |    |

| Pedal     |     |
| Subbass   | 16′ |
| Oktavbass | 08′ |